# منبوذ (فلم 2014)
منبوذ هو فيلم حركة تم إنتاجه في كندا والصين وصدر في سنة 2014. الفيلم من إخراج نيك باول من بطولة هايدن كرستنسين ونيكولاس كيج.

## الميزانية والإيرادات
بلغت تكلفة إنتاج الفيلم حوالي 25 مليون دولار بينما حقق إيرادات تقدر بـ 4.8 مليون دولار.

## وصلات خارجية
- مقالات تستعمل روابط فنية بلا صلة مع ويكي بيانات